# Stèles de Saint-Ambroix (Cher)

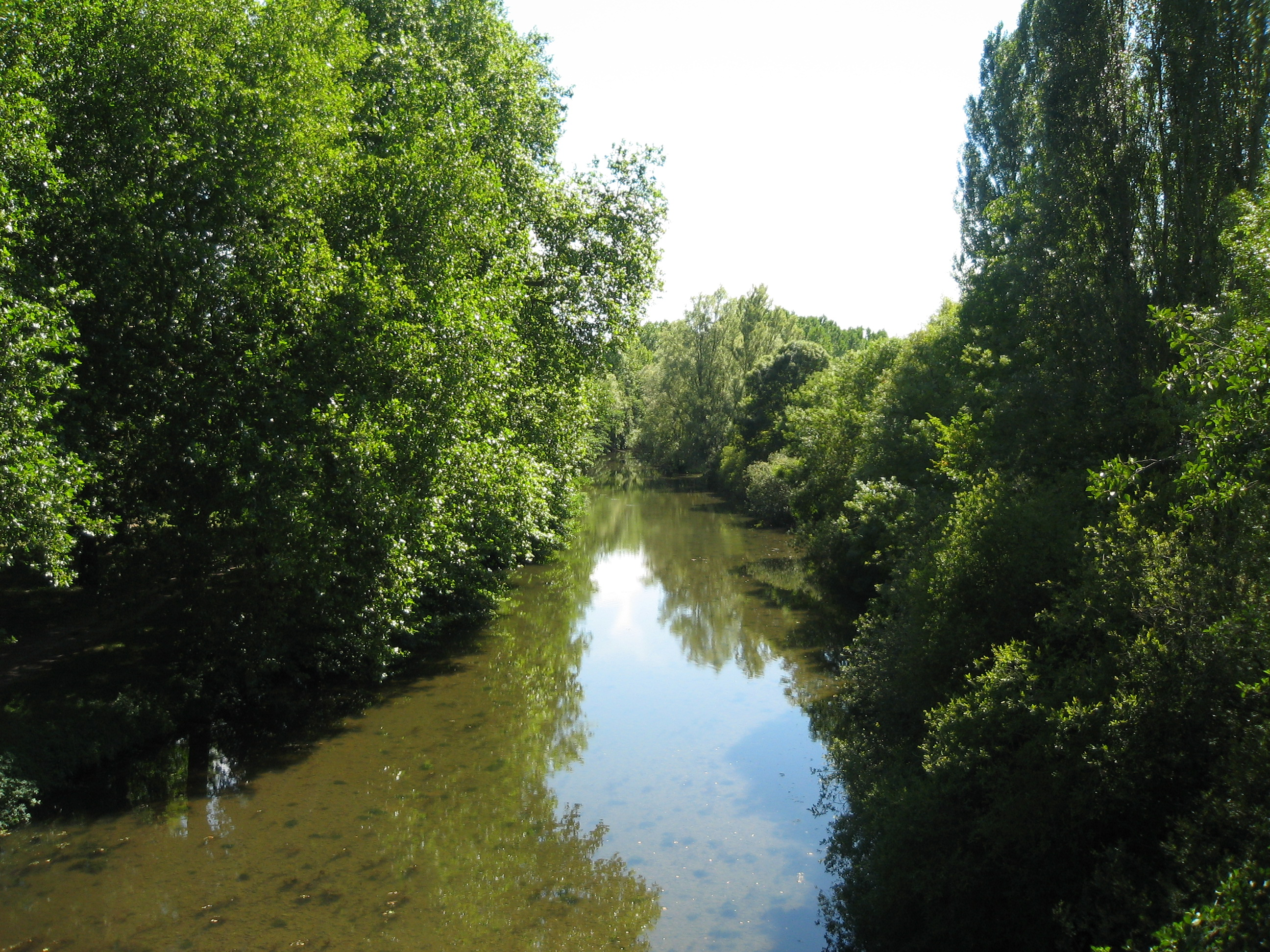
Le cours d'eau de l'Arnon traversant la commune de Saint-Ambroix-sur-Arnon. Les six premières stèles de l'ensemble typologique gallo-romain ont été retrouvées à proximité du confluent berrichon,.

Les stèles de Saint-Ambroix-sur-Arnon, dans le département du Cher, sont des œuvres gallo-romaines datant de la fin du IIe siècle. Ces sculptures ont été façonnées dans un atelier de sculpture par techniques de sculpture en pierre de taille et de bas-relief, en hommage à des défunts. Elles observent une étude détaillée et méthodique des individus auxquels elles sont dédiées, en témoignant de leur profession, de leur quotidien et de leur statut dans la société gallo-romaine de la cité berrichonne. Au nombre de 86, les stèles font partie d'un ensemble archéologique, vestiges de l'ancien oppidum Bituriges Cubi d'Ernodurum. Elles sont attribuées sur une période couvrant la fin du Ier siècle et le début du IIe siècle. On suppose que celles-ci auraient été manufacturées dans un atelier de sculpture également localisé au sein de l'agglomération gallo-romaine d'Ernodurum. L'ensemble des 86 artéfacts funéraires apparaissent d'excellente facture pour la plupart, quoique certains présentent un aspect inachevé. Leur découverte et les multiples fouilles archéologiques subséquentes se sont échelonnées sur une période couvrant un demi-siècle : les six premiers documents, mis au jour en 1861, jusqu'aux dernières, retrouvées en 1911. Elles constituent non seulement un corpus d'œuvres d'art dans le domaine de la sculpture, mais également un éclairage de valeur pour la connaissance sociologique des citoyens berrichons aux Ier, IIe et IIIe siècles de notre ère.

## Contexte géographique et historique

### Une cité antique à la confluence de routes commerciales et stratégiques d'importance
Les stèles ont été ouvragées au sein du site d'Ernodurum. Plus tardive que d'autres pôles urbains Bituriges Cubes, cette agglomération secondaire, qui se manifeste tel un vicus à destination artisanale, est fondée en 40 - 42 ap. J.-C., et se révèle être déjà mentionné sur la carte de l'itinéraire d'Antonin. La petite ville gallo-romaine connaît une expansion vers la fin du Ier siècle, puis un apogée de son rayonnement politique et économique à partir de la seconde moitié du IIe siècle. Cette dernière perdure pendant le IIIe siècle, avant de connaître un déclin significatif,.
Le pôle urbain se déploie sur une superficie d'environ 20 hectares, au sein de la plaine de l'Arnon — affluent du Cher —, lequel le borne dans sa partie orientale. Par ailleurs, le ruisseau du Praslin forme la frontière sud du site antique. Globalement d'apparence étirée, Ernodurum chevauche l'axe de communication dit «Chaussée de César», la route antique courant d'Avaricum à Argentomagus et celle reliant Mediolanum à Cæsarodunum. Le centre historique d'Ernodurum est formé par l'intersection de ces deux axes routiers et de la rivière de l'Arnon,.
Les fouilles archéologiques d'Alain Leday et de Bernard Bertin ont mis en évidence une construction probablement cultuelle de 50 mètres sur 20 mètres, une nécropole de taille imposante située sur le lieu-dit du «Carroir», le long de la rive gauche de l'Arnon, de nombreux emplacements de logements civils et plusieurs villæ disséminées à la périphérie du complexe urbain. En outre, une vue aérienne d'Ernodurum réalisée par Jean Holmgren a révélé la présence d'un dépôt de taille importante doté d'une longueur de 100 mètres, pour une largeur de 30 mètres,.

Saint-Ambroix/Ernodurum et les routes antiques gauloises et gallo-romaines.
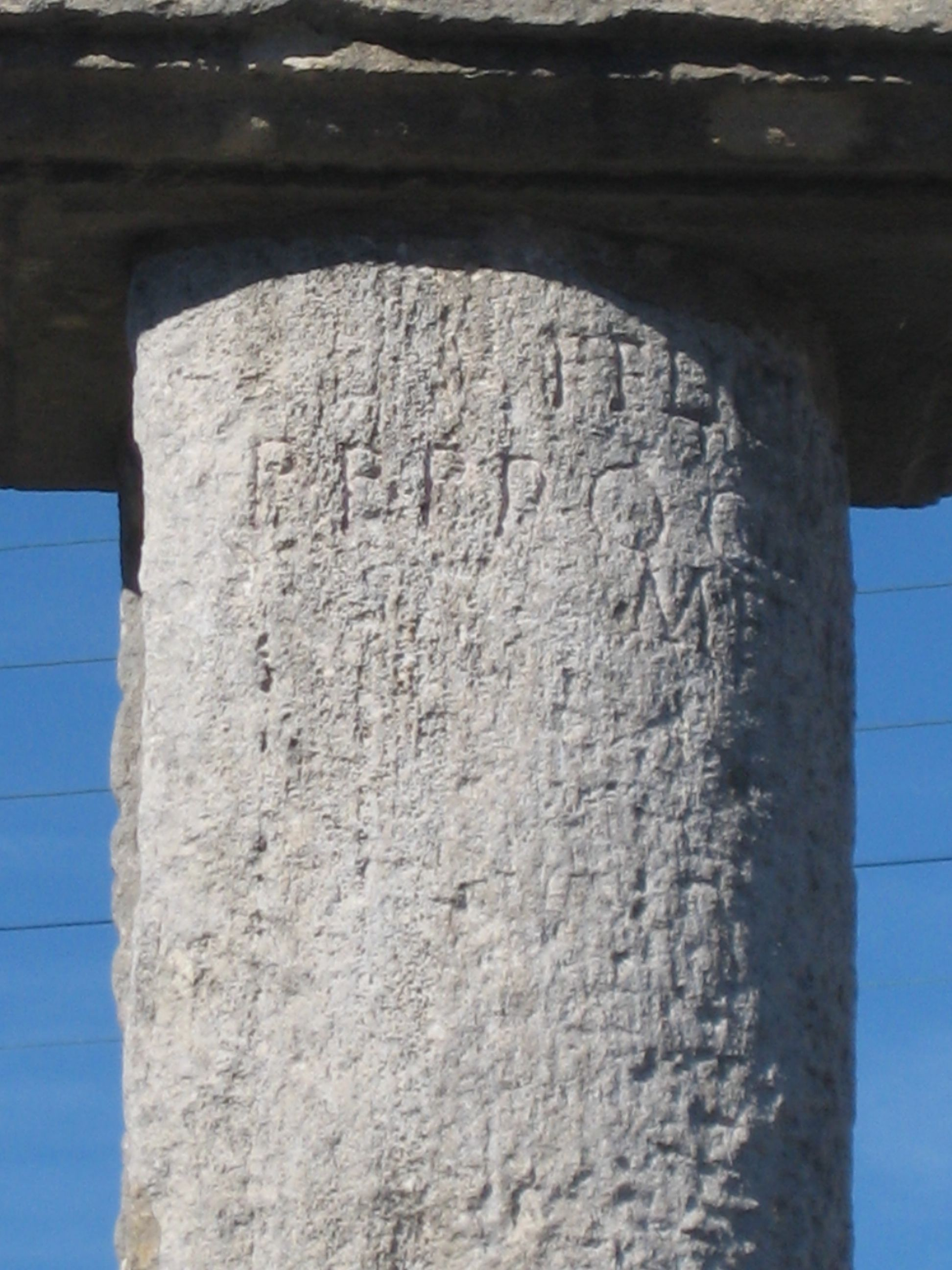
La borne milliaire de Bruère-Allichamps située sur la route antique menant de Avaricum à Mediolanum.
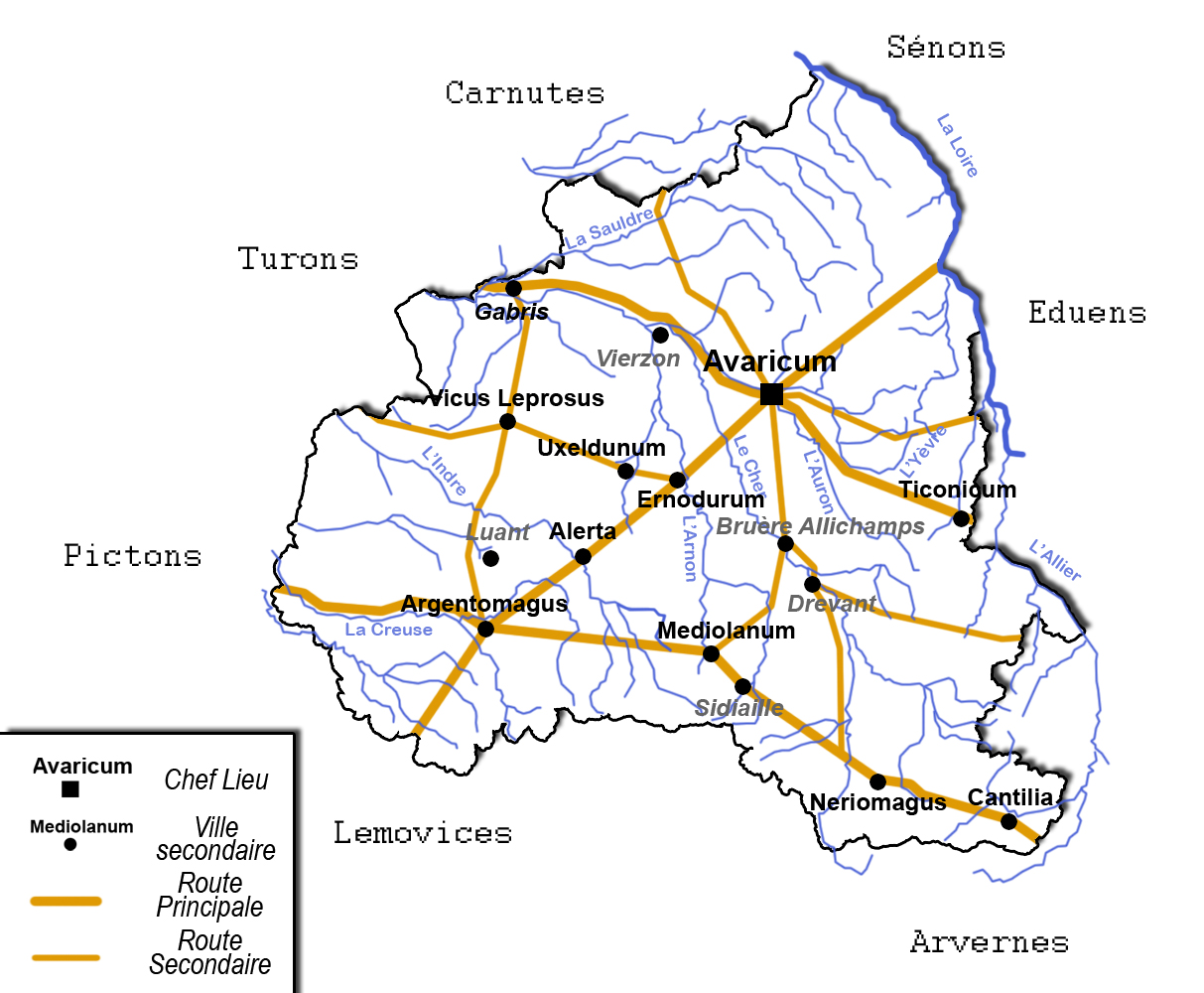
La civitas des Bituriges Cubi. On peut constater, sur cette carte territoriale, le positionnement factuel de la cité gallo-romaine d'Ernodurum à la confluence des routes antiques commerciales et stratégiques d'importance.

## Découvertes et fouilles

### Découverte
En septembre 1861, au sein du faubourg dit de Saint-Hilaire, près du Lavoir d'Airain à Saint-Ambroix-sur-Dun, un signalement d'une possible mine archéologique est lancé par le propriétaire du terrain agricole. En effet, des saillies pierreuses situées à la surface du sol empêchaient tout mouvement coulissant du soc de labour. Les fouilles archéologiques de l'architecte sculpteur et historien Jules Dumoutet, ont mis en évidence des structures à vocation funéraire dont l'ensemble forme une vaste nécropole.
Au début du mois de septembre de la même année, un chantier visant à circonscrire une zone de fouilles clairement définie, débute sous la direction de l'archéologue berrichon. Les extractions de volumes sédimentaires, opérées au cours des quelques jours qui suivirent la mise en place du terrain de recherches, permettent de matérialiser la présence d'un columbarium contenant six stèles sculptées dans une pierre calcaire à grain fin,,,. Chacune d'entre elles étaient associée à une urne à incinération. Jules Dumoutet se préempte de cette donnée afin de définir à l'ensemble des pièces archéologiques un gallo-romanisant,.

### Fouilles
En décembre 1908, alors qu'il se munissait de produits de maçonnerie, un citadin de Saint-Ambroix-sur-Arnon (François Lucien Bertrand, ancien garde-champêtre de son état),, met au jour un sarcophage coffré de pierre calcaire accompagné de trois stèles, également ouvragées en calcaire. Le lieu de cette seconde série de découvertes se situe à environ 500 mètres de la nécropole du quartier de Saint-Hilaire, sur un axe nord-est.
Ses trouvailles retenant toute son attention, « le père Bertrand » entame au cours de l'année 1909 des recherches plus approfondies autour du lieu même de sa propre découverte. Il réalise une substantielle tranchée mesurant 20 mètres de long sur 1,50 mètre de large, pour une profondeur avoisinant 1,20 mètre. La creusée révèle une autre stèle, ainsi que des cénotaphes de pierre, l'ensemble de ces artéfacts positionné à l'horizontale. La poursuite des fouilles du père Bertrand, lui indique également la présence d'un ouvrage d'habitat. Le retraité berrichon interprète ce vestige de mur comme étant un possible élément de fondation appartenant à une villae. Dans cette même période, il mit en évidence différentes sculptures à vocation funéraire, affichant une hauteur variant de 80 centimètres à 1,10 mètre. Par ailleurs, le père Bertrand note que la partie supérieure de certains coffres mortuaires présente des ornements, lesquels, selon celui-ci, manifesteraient d'un travail de taille relatif, mais néanmoins précurseur d'une certaine élaboration,.
Le 18 juin 1909, le Colonel Thil ayant été informé des découvertes du garde-champêtre, se rend sur place et, après de multiples observations des différents éléments mis au jour, confirme les premières analyses de l'archéologue amateur. De facto, le militaire spécialiste de l'histoire romaine, conclut à un cursus culturel gallo-romain. Ce dernier, certain de son fait, transmet dès lors une correspondance à François Deshoulières, membre officiel du comité de la Société des antiquaires du Centre, dont le siège est situé à Bourges dans le département du Cher. Dans cette lettre manuscrite, le Colonel Thil fait part à l'antiquaire sa volonté de subroger le "père Bertrand" au rang de simple spectateur des fouilles archéologiques, moyennant une solide dotation financière. François Deshoulières prend acte du dossier et comprenant l'ampleur des découvertes accomplies par l'ancien garde-champêtre, fait voter à tous les membres du comité de la Société des antiquaires du Centre un budget de dédommagement et rétribution numéraire sous accord contractuel que le "père Bertrand" effectue la concession de ses droits sur les recherches de terrain et de propriétés sur les artéfacts de calcaire. Le 4 juillet 1909, le vote de ce budget est coopté à l'unanimité par l'assemblée des antiquaires du Centre et proposition contractuelle est effectuée auprès du "père Bertrand". Ce dernier, dans une correspondance qu'il envoie au comité des archéologues berrichon datée du 10 juillet 1909, énonce significativement son refus de céder à ses droits de propriétaire et ce, malgré une dotation remarquablement généreuse,.
Avertie de ces échanges manuscrit, la presse locale , s'empare de l'affaire et porte au public les trouvailles du désormais célèbre garde-champêtre retraité, en accouchant d'une couverture de journal appuyée d'un article de deux feuillets en pages centrales, l'ensemble soigneusement détaillé et iconographié dédié à l'historique de ces dernières.
À la fin de l'été 1910, Antoine Héron de Villefosse (1845 - 1919), archéologue et conservateur de la section des antiquités grecques, étrusques et romaines du musée du Louvre, annonce dans un communiqué officiel délivré à Pierre de Goy, membre titulaire des Antiquaires du Centre, son souhait d'acquérir les occurrences archéologiques du père Bertrand, en demandant au ministère des Beaux-Arts une allocation numéraire destinée à l'organisation archéologique. En outre, le conservateur du musée du Louvre y exprime sa pleine et entière confiance de faire céder le petit garde-champêtre : « Laissez-le donc un peu cuver ses espérances et ne vous montrez pas trop pressés. Personne n'aura l'idée d'aller vous souffler ces pierres de Saint-Ambroix à des conditions inacceptables. ».
Les 20 et 21 septembre 1909, le photographe berrichon Adolphe Giraudon, couvre un article dans le Journal du Centre sur les pièces archéologiques du père Bertrand. La publication fut soutenue par un tirage remarquablement conséquent, couvrant la totalité du territoire de l'Indre et de ses département limitrophes. La feuille de Giraudon ne tarde pas à faire effet et le lieu-dit de la petite cité de Saint-Ambroix, est pris d'assaut par de nombreux lecteurs du quotidien. Le terrain de fouilles de l'ancien garde-champêtre devient une attraction touristique pour l'ensemble des habitants de la région, toutes couches sociales confondues. Le père Bertrand met à profit cette manifestation de curiosité et d'appétit intellectuel, en monnayant auprès des quidams des droits d'accès au site. De leur côté, les sociétaires du comité d'archéologues berrichon, notent avec désarroi cet ample champ d'activité autour du garde-champêtre et de ses pièces de calcaire antiques.
Le début de l'année 1910 est marquée par d'importantes précipitations pluviométriques. Le Cher qui se présente dans un contexte de plaines marécageuses sur environ le tiers de son territoire est particulièrement touché par ces pluies continues. Le terrain de fouilles archéologiques du "père Bertrand" est submergé par les eaux d'infiltrations fluviales de l'Arnon, distant de 30 à 50 mètres du site d'extraction,. De facto, ces manifestations météorologiques ralentissent les recherches du retraité berrichon et de son fils qui l'assiste. Ces derniers, motivés par l'ambition de mettre en évidence la totalité des éléments de calcaire, mettent à profit cet intermède astreignant pour dégager les coffres funéraires déjà observés en de multiples endroits du sol circonscrit, mais non encore extraits.
Le 24 mai 1910 marque un tournant dans les opérations d'investigations archéologiques. La commission des recherches de la Société des Antiquaires du Centre, réceptionne une allocation de 1 000 francs Poincaré. Cette somme, octroyée par le Ministère des Beaux-arts, permet aux archéologues du Cher d'exploiter le lopin de terre côtoyant celui du père Bertrand, et également situé dans le quartier de Saint-Hilaire. Les termes du contrat obligent la commission scientifique à exploiter le terrain sous la forme d'une concession immobilière dont le propriétaire en est préempté. Toutefois, l'accord contractuel prévoit que l'usufruit des différents éléments extraits du sol, bénéficiera pour totalité au consortium archéologique du Berry.

### Les fouilles de laSociété des Antiquaires du Centre
Au 1er septembre 1910, ledit contrat de location prend effet et le nouveau terrain de recherches au lieu-dit de Saint-Hilaire est investi par les spécialistes de l'Antiquité, coordonnés avec l'appui de nombreux maîtres d'œuvre experts en génie civil. Alertée par de l'imminence de ces fouilles par le biais d'une solide publication d'articles sur le sujet dans la presse à l'échelon national, une foule de badauds se présente également sur les lieux du quartier berrichon au jour J.
Sur la période allant du 8 au 26 novembre 1910, les travaux des antiquaires, conjugués aux investissements des ouvriers, révèlent quelques documents archéologiques de bonne facture et ce malgré d'abondantes précipitations automnales. Le Colonel Thil inventorie ainsi une première stèle, dont il ne parvient pas à décrire l'esquisse ; une seconde fragmentée, mais qui affiche néanmoins une notable qualité artisanale ; une troisième, mesurant 1,30 mètre de hauteur, figurant un homme tenant un ustensile dans chacune de ses mains ; et enfin une quatrième occurrence monumentale commémorative à demi déblayée,. D'autre part, l'archéologue haut-gradé accrédite et certifie le postulat selon lequel certains de ces blocs sculptés ont été utilisés en remploi au sein même des bases d'édifices d'un monument religieux paléochrétien,. Le militaire parvient à se procurer le croquis architectural de l'église antique et à déterminer les emplacements précis des fonctions de remploi des stèles. De facto, et selon ce dernier, l'extrémité droite du chœur, laquelle inclut le sanctuaire, se niche une stèle gallo-romaine. Celle-ci participe du même corpus statutiforme que les artéfacts préalablement mis au jour,.
Le 29 novembre 1910, les produits de ces mises au jour sont collectés, puis acheminés jusqu'au Centre archéologique d'Issoudun. Paul Gauchery, membre titulaire de la Société des Antiquaires du Centre, s'octroie la responsabilité des analyses hygrométriques des artéfacts funéraires. L'ingénieur-architecte identifie les roches minérales entrant dans la composition des sarcophages : selon ce dernier, il s'agirait de « grès de Coulandon », et de « pierre d'Archambault »,. En outre, par le biais de quelques échantillons collectés sur les  coffres funéraires dernièrement retrouvés, Paul Gauchery étalonne leurs masses volumiques à 2 300 kg/m3 concernant la pierre d'Archambault et 2 400 kg/m3 pour celle de Coulandon.
Après avoir souscrit une observance juridictionnelle visant à effectuer l'extraction des artéfacts mortuaires stricto legifere, le 16 décembre 1910, l'archéologue et militaire Thil entreprend le dégagement, puis la cession des sarcophages et de leurs stèles gallo-romaines à l'établissement de conservation muséographique de Bourges, le 25 avril 1911,,. Au terme de ces extractions et transferts de volumes de pierre sculptée, le compte rendu archéologique du Colonel Thil laisse apparaître un corpus hétéroclite dans la définition du procédé artisanal utilisé. Toutefois cette documentation archéologique affiche cependant une homogénéité en regard du cursus statutiforme : il s'agit uniquement de sculptures dites anthropomorphes,. L'inventaire de ces œuvres est constitué de treize occurrences dont « 1- Stèle de potier ; 2- Stèle de soldat [...] ; 5- Stèle coupée par le milieu avec deux personnages ; 6- Stèle mutilée, femme en buste [..] ; 13- Deux fragments portant des restes d'inscriptions. ». En raison de sa rigueur et de sa finesse d'exécution, l'œuvre gallo-romaine dite « stèle de potier » présente selon le militaire, un intérêt particulier. Il s'agit d'un artéfact funéraire de type à pyramide tronquée, disposant d'une niche encadrée de pilastres affichant des cannelures et d'un acrotère procédant d'une technique de sculpture dite à crosses. Le personnage central, ce que l'archéologue haut gradé suppose être un potier se présente debout, vêtu d'une sorte de toge et d'une cape. La sculpture de l'homme figuré dans la niche est détentrice d'une abondance de détails faciaux (rides, expression du visage), vestimentaires, supplée à une richesse dans la technique de mise-en-scène : celle-ci apparaît, préemptée d'un début de mouvement de la main droite, tandis que la main gauche retient en son sein une tablette scripturale,,.

### Conservation, fouilles et études du musée du Berry

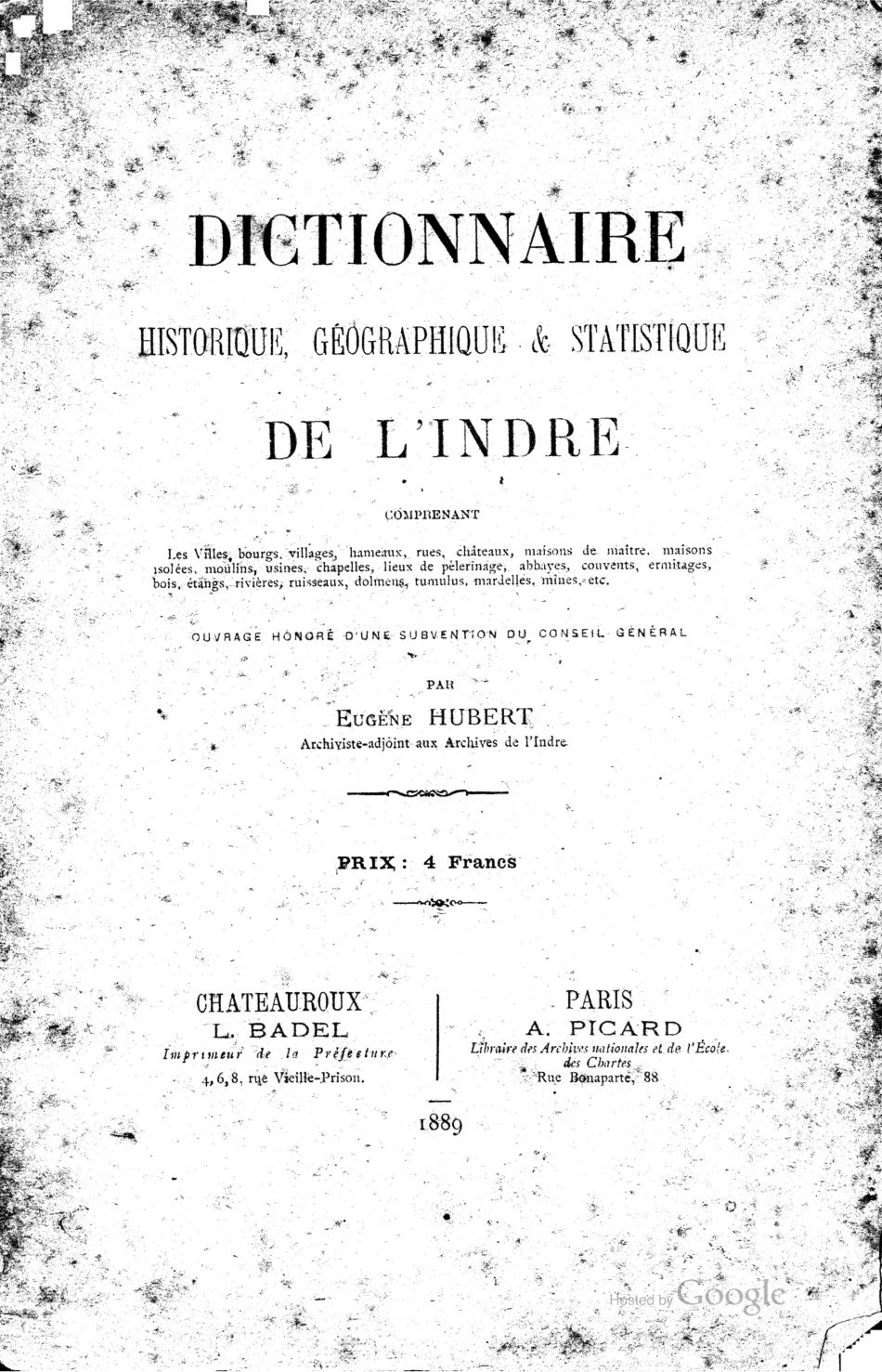
Page de garde du Dictionnaire géographique, historique & statistique de l'Indre, ouvrage manuscrit par l'historiographe et archiviste, Eugène Hubert, en 1915.

Le 9 mai 1911, la globalité des volumes sculptés sont acheminés au musée du Berry. Eugène Hubert, et le Docteur Bruneau, tous les deux membres titulaires et responsables des archives manuscrites et de la conservation des matériaux antiques au musée du Berry, font appel à un octroi de subvention auprès de la trésorerie de l'établissement muséographique berrichon, afin d'exploiter et de fouiller l'un des fiefs parcellaires du domaine Pénin.

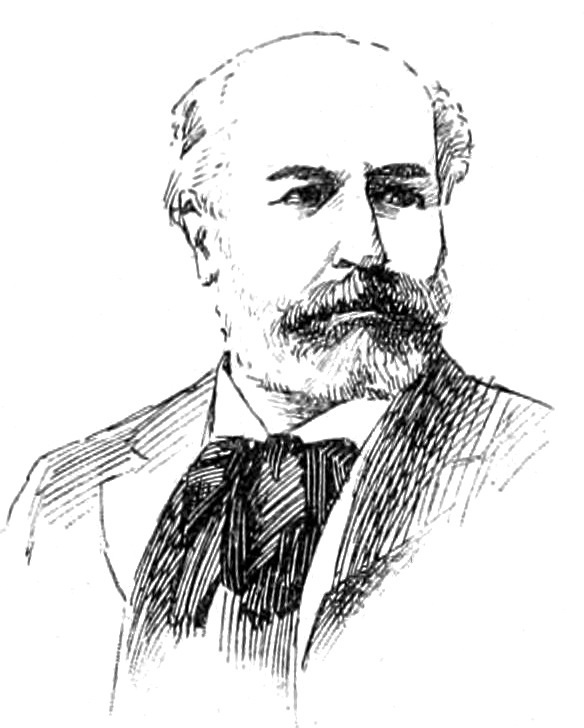
L'homme politique et manufacturier spécialisé dans l'industrie de la sucrerie, a été le mécène du musée du Berry, en rachetant les stèles de Saint-Ambroix découvertes par M. Bertrand.

Au cours du mois de septembre 1911, les recherches archéologiques de la Société des Antiquaires du Centre trouvent leur conclusion par le biais d'une fouille préventive, dont l'objet est de vérifier qu'aucun document matériel n'ait passé outre l'expertise de terrain de l'automne 1910.
La session extraordinaire réunissant les supérieurs administratifs du conservatoire d'expositions berrichon du 20 janvier 1912, participe d'un changement significatif dans le déroulement historique des stèles gallo-romaines. L'objet de cette réunion plénière, relève d'une problématique posée autour du fonds de trésorerie qui permettrait au musée d'acquérir les ex-voto de pierres sculptées du père Bertrand. Par un concours de circonstances, le riche entrepreneur castelroussin Charles Balsan (1838 - 1912), fait également acte de présence au cours de la séance de haut-commissariat à la conservation muséographique. Le banquier et manufacturier spécialiste de la production industrielle de sucrerie,,, octroie une dotation substantielle de 1 250 francs Poincaré au conseil des membres titulaires du musée du Berry, somme nécessaire au rachat de la moitié des volumes de pierre gallo-romains détenus par le père Bertrand,. Néanmoins, le mécène accorda un certain crédit à l'écho critique et avisé du sculpteur et peintre originaire du Cher, Jean Eugène Baffier (1851 - 1920). En effet, ce dernier suggérait que la valeur des propriétés antiques du garde champêtre retraité, s'élevait au double de cette dotation financière, soit 2 500 francs Poincaré.
Ce faisant, Charles Balsan révise son jugement et effectue une proposition d'achat de 2 000 francs Poincaré au père Bertrand. Celui-ci coopte de l'offre et signe un contrat cession de biens mobiliers stipulant les différentes clauses de droit mobilier, le 14 décembre 1912,.

## Description et études

### Généralités
Elles sont pourvues d'une hauteur allant d'environ 80 centimètres à près de 2 mètres, et sont généralement associées à une urne funéraire et/ou un coffre mortuaire. Leurs niche sont régulièrement encadrées de deux colonnettes, mettent en évidence des ornements sous la forme de bas-relief. Au sein de la plupart d'entre elles, sont figurés un à trois personnages, lesquels sont représentés de leur vivant. Ces derniers affectent généralement des postures du quotidien et sont fréquemment munis d'un objet symbolisant leur métier ou leur attribution. Cependant, certaines scènes et personnages suggèrent et évoquent des filiations religieuses celtes et/ou romaines, mettant ainsi en exergue le constant rapport entre l'art funéraire et le fait religieux. Chaque stèle est surmontée d'un fronton de forme triangulaire, arrondi, ou encore concave.

### Les petites stèles sans personnages
Stèle d'inventaire 4769
L'ouvrage, d'environ 1 mètre de hauteur, est pourvu d'une partie supérieure en forme de triangle. La niche n'aspecte aucune mise-en-œuvre d'ornements et de bas-relief, si ce n'est quelques incises probablement effectuées au moyen d'un burin. A contrario, les éléments d'encadrement manifestent d'un travail de sculpture élaboré. À cet effet, on peut remarquer la présence de 2 pilastres, lesquels sont chacun surmonté de d'un acrotère (« ἀκρωτήριον », en grec ancien et latin acroterium en latin). En, la partie sommitale, l'architrave, observe également conception artisanale qualitative : son dessin d'ensemble apparaît très nettement, accompagné de moulures. Une fêlure située en travers de l'encognure supérieure laisse envisager une cause plausible quant à l'abandon de l'ouvrage,,.
Stèle d'inventaire numéro « 4773 »,,,
La stèle affiche un fronton doublé d'une architrave, l'ensemble présentant un aspect arrondi. Le bloc de pierre taillée en calcaire se pourvoit d'un 1,35 mètre de haut. Ce dernier possède 2 pilastres et 3 acrotères déchargés de tout volume de matériau excédentaire. On peut remarquer une esquisse de travail de la pierre sous la forme d'une ornementation torsadée et pourvue de reliefs d'aspect sphérique, alternés par des incises représentant des feuillages régulièrement espacées. La globalité révèle une régularité et une qualité de mise-en-œuvre significatifs. Cet élément met en évidence l'entame d'une poutre faîtière,.
Au cœur de la niche, se tient deux bustes de personnages dont le modelé demeure à peine dégrossi. Une profonde cassure évoluant de haut en bas, tend à confirmer la défection et le désistement de l'artisan au cours de son travail,.
Stèle d'inventaire 4778
La pièce est constituée de 4 pilastres, lesquels se répartissent de manière géométrique long de chaque volumes d'angle de l'œuvre à vocation funéraire. Ces derniers sont également soumis à 4 acrotères. L'archivolte est affectée d'une mise-en-œuvre précise et particulièrement appliquée. Celui-ci observe un développement ornemental sous la forme de 4 moulures arquées, régulièrement espacées, et dont l'ensemble souligne un dessiné et une finition notables. En outre, la partie sommitale, laquelle se déploie en fronton triangulaire, manifeste également d'un ciselé de qualité. L'ensemble de l'encadrement concrétise une mise-œuvre achevée,,.
En revanche, la niche de la stèle d'« inventaire numéro 4778 », à l'instar de celle d'« inventaire numéro 4769 », concrétise un léger piquetage affleurant la surface du matériau calcaire, ainsi qu'une exemption stricto sensu de tout élément en bas-relief. Ce dernier point, corroboré par l'observation d'une cassure transversale au niveau de la partie droite du fronton, semble confirmer un probable abandon du travail artisanal,,.

## Conservation
Le 19 février 1912, Joseph Beulay, accompagné du Docteur Bruneau acquièrent pour le compte du musée de Châteauroux, dont ils sont les délégués, les volumes de pierre sculptées découverts par le père Bertrand. Ce dernier les cède pour un montant total de 2 500 francs Poincaré, comme le stipule le pli officiel dûment signé et contracté avec l'établissement muséographique castelroussin, lequel est actuellement abrité au château Raoul. Le 14 novembre 1912, Henri Hubert, conservateur adjoint du musée des Antiquités nationales se présente au musée castelroussin afin d'y mener des tractations financières entre les deux établissements muséographiques, préalables aux rachats des sculptures funéraires mises au jour à Saint-Ambroix,.

Conservation muséographique des stèles
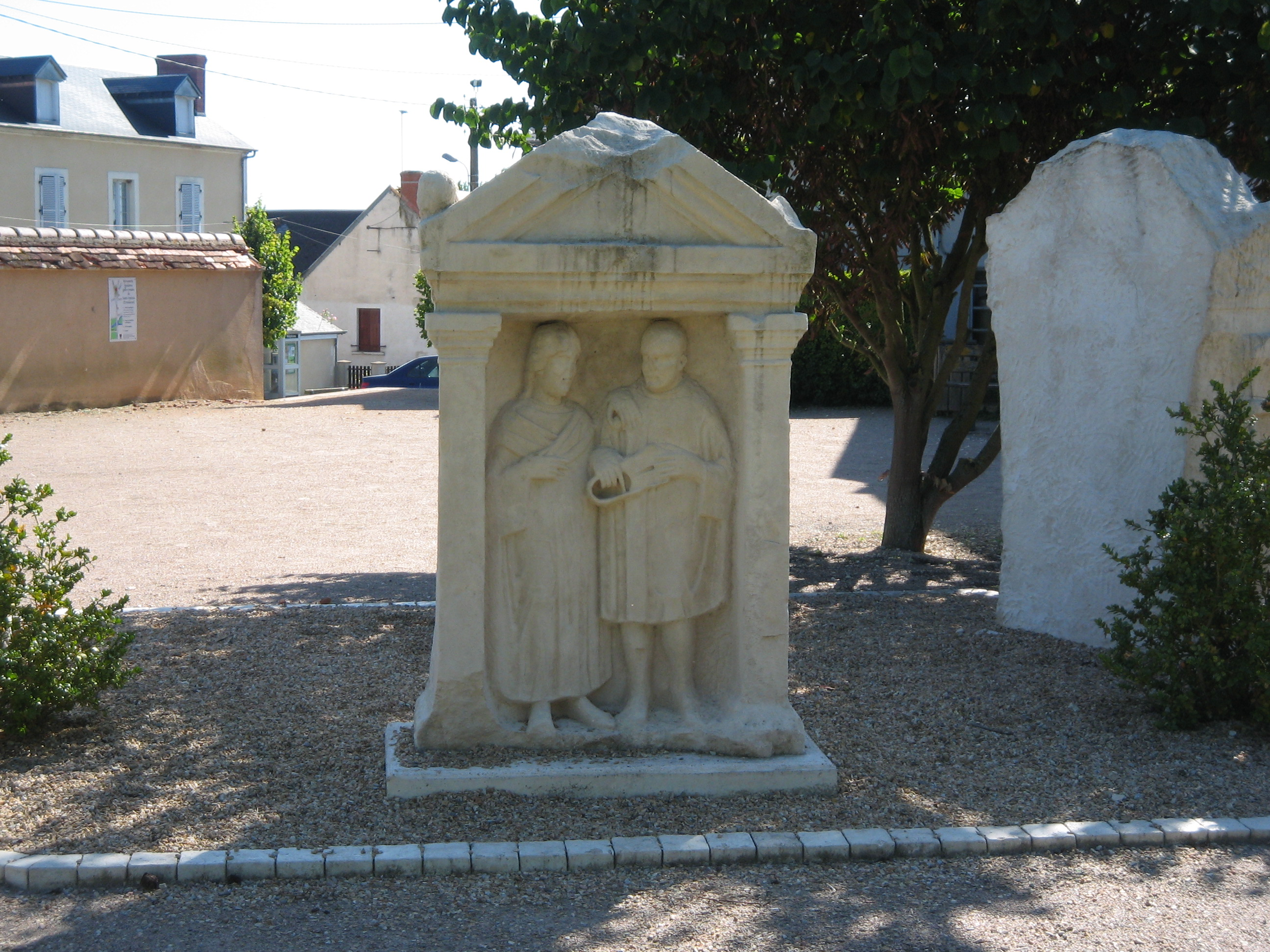
Stèle funéraire mise au jour sur le site archéologique d'Ernodurum / Saint-Ambroix à frontispice triangulaire[N 15].
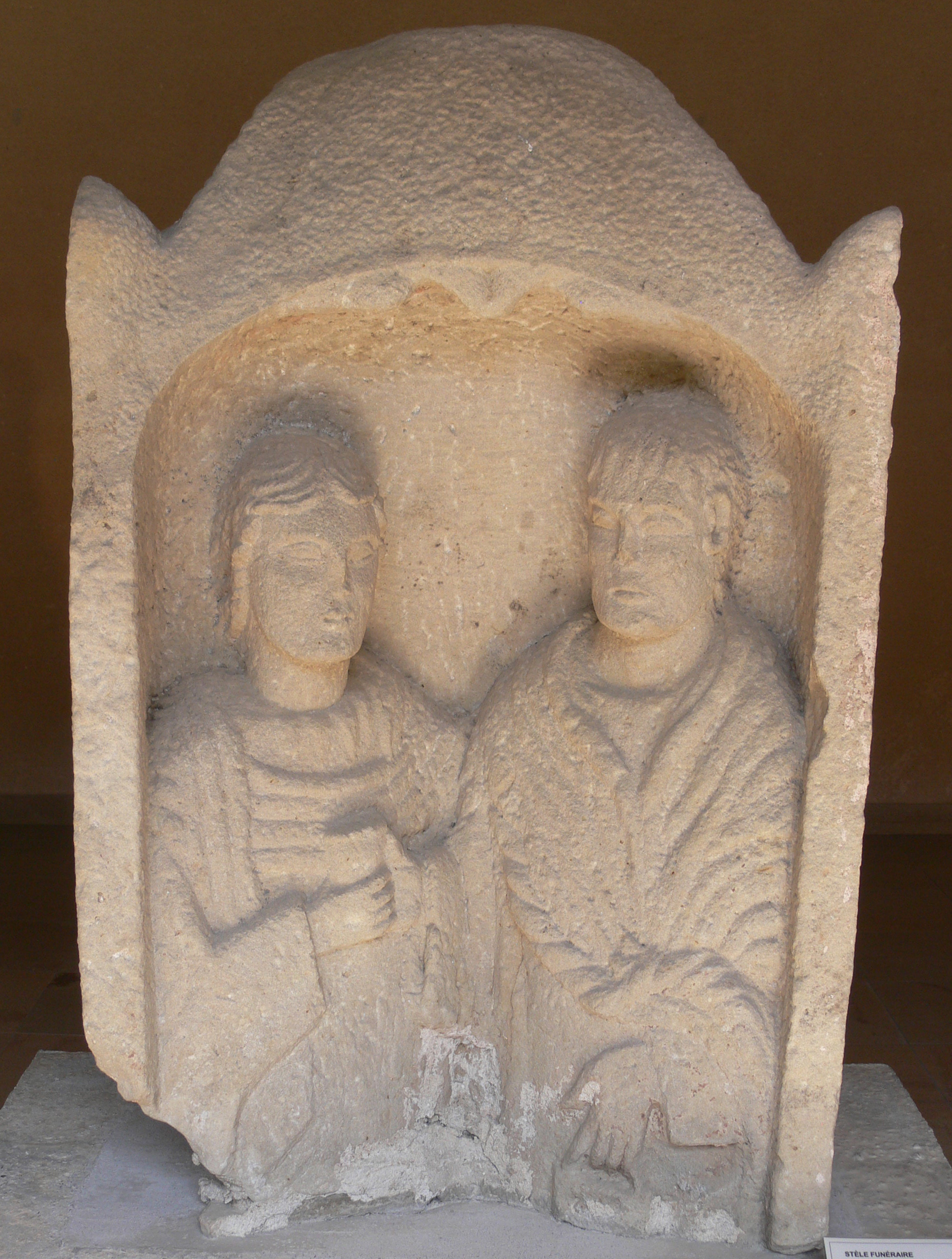
Stèle funéraire de Ernodurum. Celle-ci se présente avec personnages et alcôve surmontée d'un chapiteau de forme triangulaire.
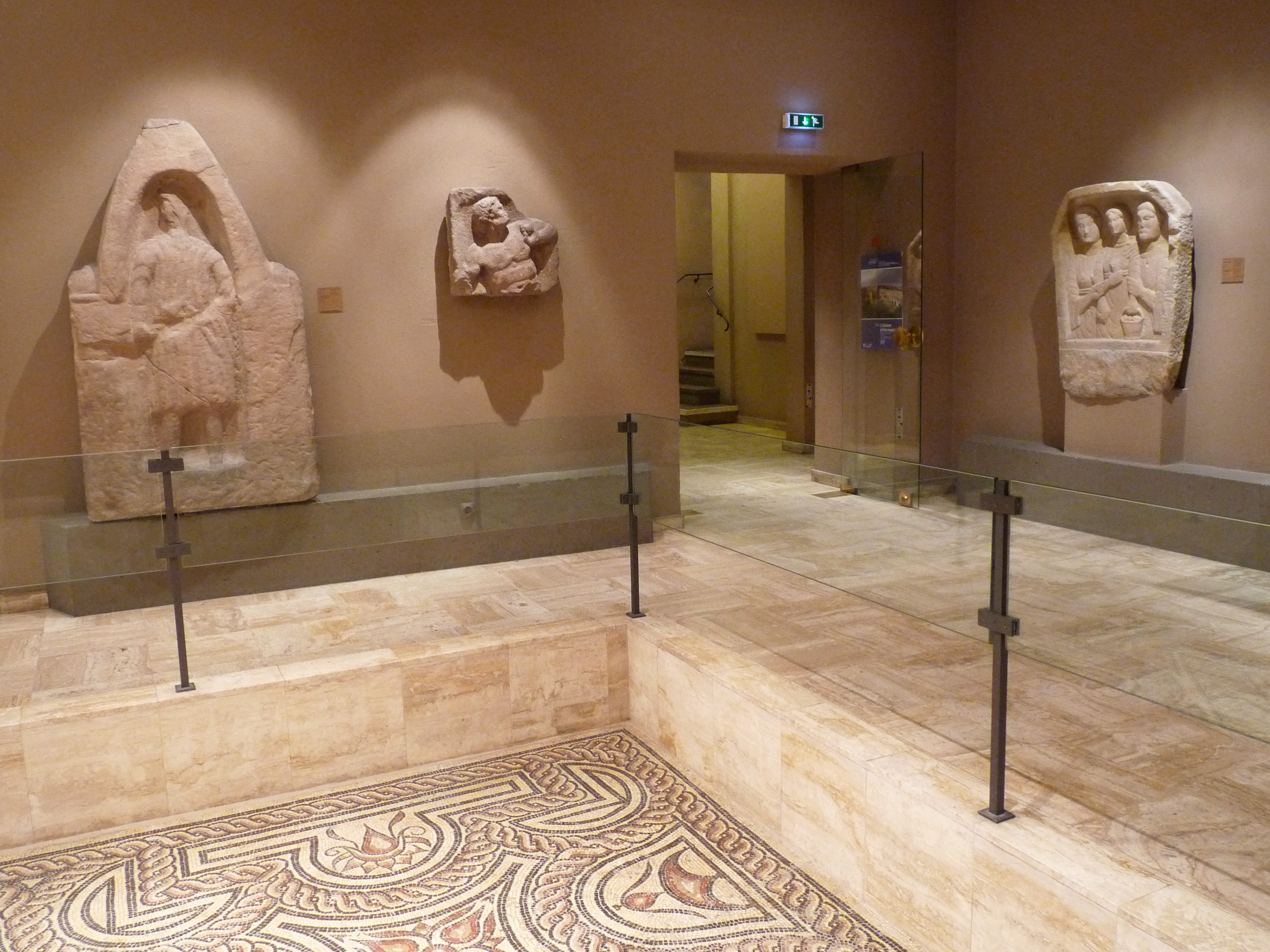
Les stèles présentant des styles épurés (ici, à gauche).
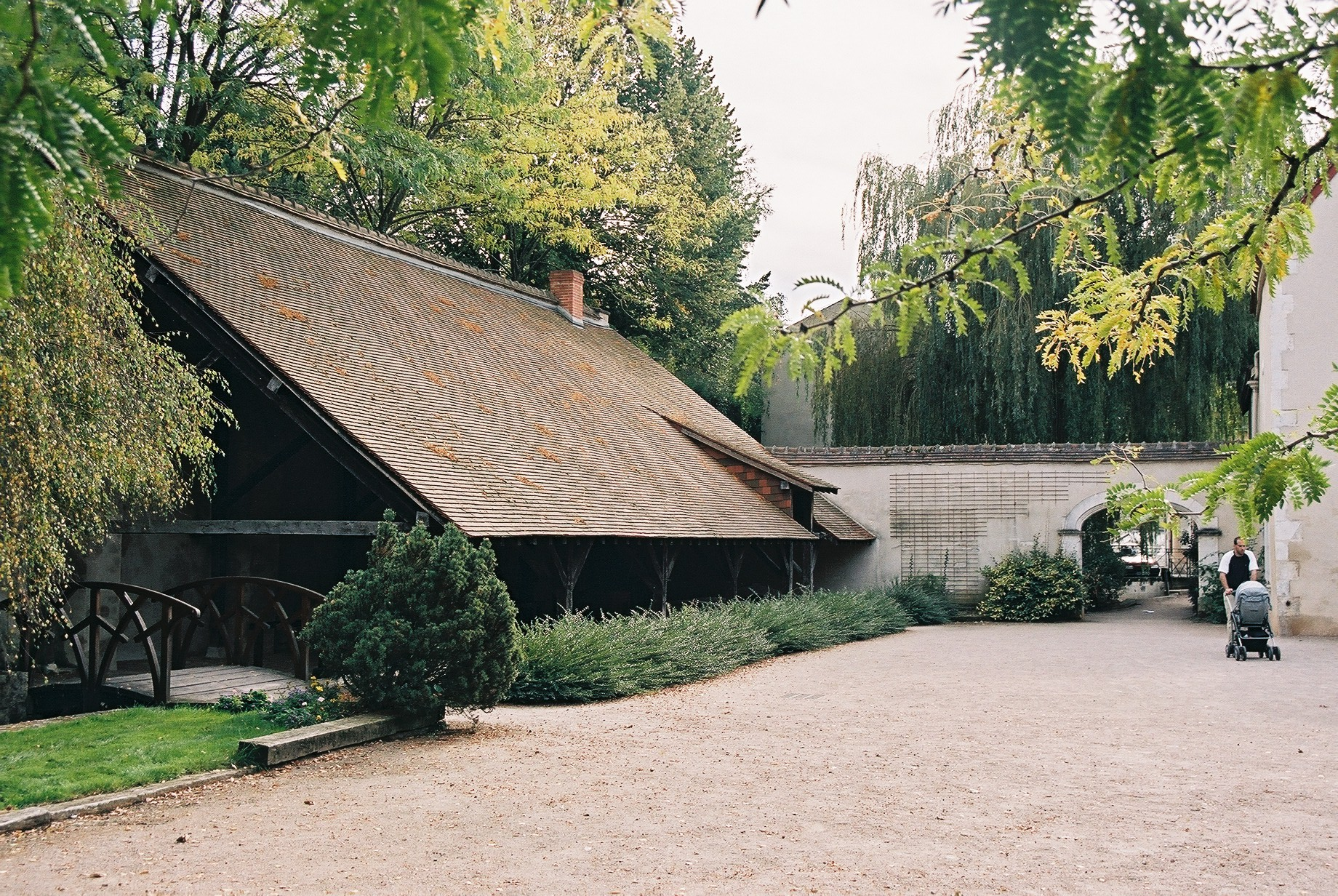
Le lavoir des Cordeliers, en 2002.
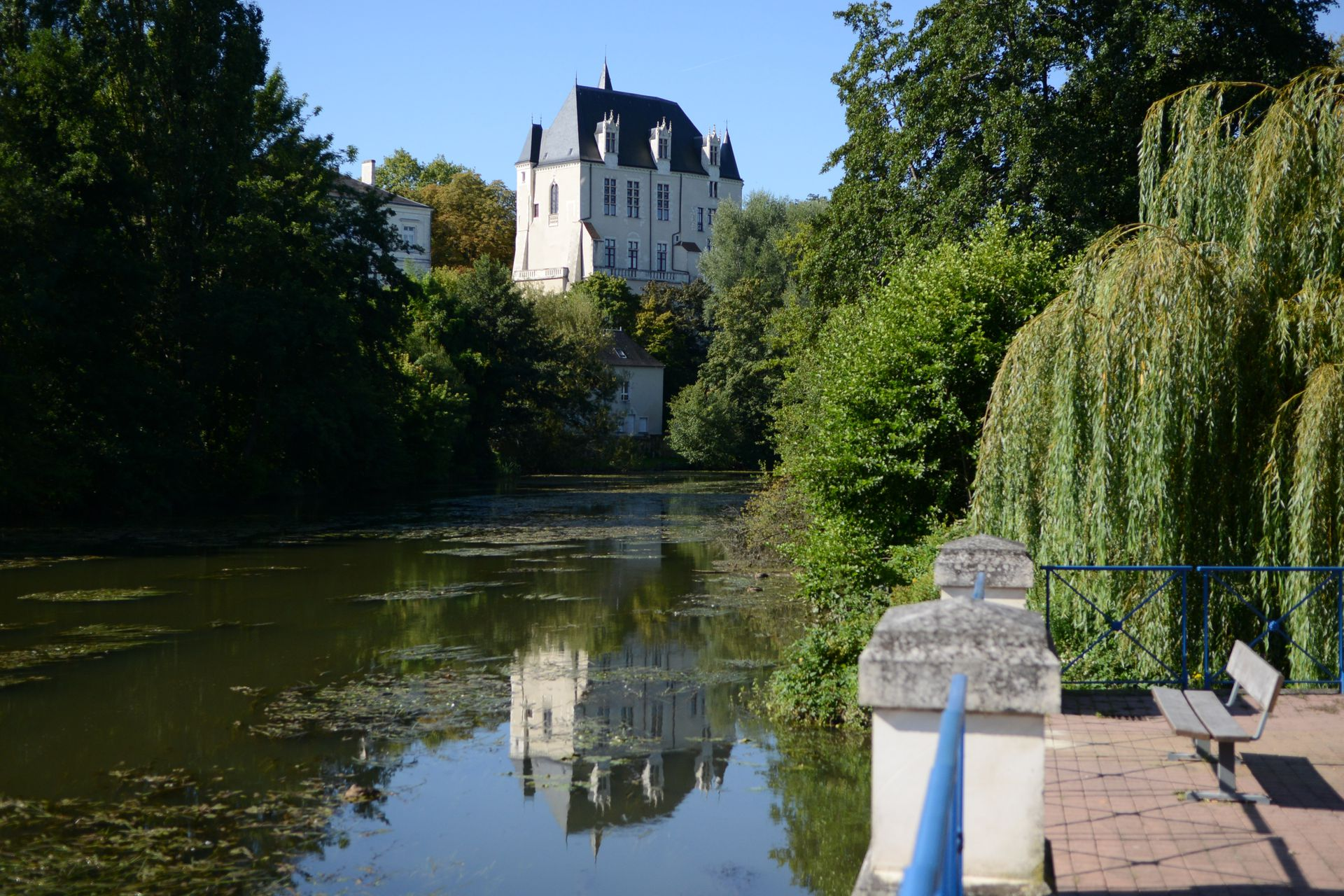
Le château Raoul, en 2015[N 16].